# Мечеть Салепчиоглу
Салепчиоглу (тур. Salepçioğlu Camii) — суннитская мечеть, расположенная в центре Измира, Турция. Построена в начале XX века и названа в честь своего покровителя Салепчизаде Хаджи Ахмеда Эфенди.

## История
Строительство мечети в районе Конак началось 15 октября 1895 года и было завершено 20 февраля 1906 года под руководством судьи Измира Мехмета Эмина Эфенди. Мечеть открыли для богослужений 14 апреля 1906 года. В торжественной церемонии участвовал губернатор и знатные жители города. Вместе с мечетью тут работали медресе и школа. На нужды комплекса передавались доходы от порядка 80 городских магазинов и двух больших гостиниц.
В первые годы существования Турецкой республики книги из фондовых библиотек Измира собирались в одном месте ─ «Публичной библиотеке Хисара», созданной в мечети Салепчиоглу.
Медресе закрыли в 1924 году. В период с 1945 по 1967 год помещение использовалось такими организациями, как Общество Зелёного Полумесяца и другими клубами. В 1985 году секция медресе была вновь открыта для богослужений.
В 2012 году Торговая палата Измира провела комплексную реставрацию мечети, в ходе которой важные внутренние и внешние элементы мечети были очищены и отреставрированы.

## Архитектура
В качестве строительных материалов при сооружении мечети применялись гладкий огранённый камень зелёного цвета и белый мрамор. Купол святилища здания и три купола парадного зала покрыты свинцом и увенчаны полумесяцем. В отделке мечети использовались различные формы, свойственные греческой, римской и ренессансной архитектуре. Одна особенностей мечети — сооружение минарета отдельно от самого здания. Первоначальный минарет, разрушенный в результате землетрясения, был отремонтирован в 1927 году губернатором Измира Казымом Дириком. В 1974 году этот минарет был снесён, а на его месте в 1982 году был построен новый, более тонкий и элегантный в архитектурном плане минарет.
Внутри мечеть освещается нижними и верхними двумя рядами окон. Отделка мечети отражает влияние ориенталистов с их декоративными элементами. В интерьере также преобладают зелёные тона, а стены окружены арочными украшениями и опорами. По этому признаку мечеть считается одним из оригинальных архитектурных образцов в Измире. Михраб и кафедра выполнены из белого и серого мрамора. На кафедре расположены геометрические узоры и растительные мотивы. На верхний этаж мечети ведет узкая деревянная лестница.

## Галерея
- Купол мечети
- Внутреннее убранство мечети
- Минарет
- Мечеть на панораме города